# Avenidas Myrtle y Wyckoff (línea Canarsie)
La Avenidas Myrtle y Wyckoff es una estación en la línea Canarsie del Metro de Nueva York de la división B del Brooklyn–Manhattan Transit Corporation. La estación se encuentra localizada en Bushwick, Brooklyn entre la Avenida Park Myrtle y la Avenida Wyckoff. La estación es servida en varios horarios por los trenes del Servicio .